# De Zwarte Bergen
De Zwarte Bergen vormen een landstreek in de Bommelsaga, geschreven en getekend door Marten Toonder. De Zwarte Bergen worden voor het eerst genoemd in het verhaal In de tovertuin uit 1941.
De Zwarte Bergen moeten voor het grootste deel ten oosten en noordoosten van Rommeldam gezocht worden. Ook ten zuiden van het Donkere Bomen Bos strekt een deel zich uit. Het is een onherbergzaam gebied, waar eigenaardige volkjes en vreemdsoortige levensvormen voorkomen, zoals pronen, sloven, hopsa's en Labberdanen. Men vindt er onder andere het Waaigat, de Nevelbergen, het Knarkmoeras, de Hopsavallei en de Walmzander Stuifduinen.
Er bevinden zich enkele wegen en een herberg in het gebied. Tot de vaste bezoekers van de streek horen de magister in de zwarte kunsten Hocus P. Pas, de dwerg Kwetal, doorgaans met tegenzin, en uiteraard heer Ollie en Tom Poes, al of niet vrijwillig op zoek naar avontuur of een misstand.